# Tosjön, Ångermanland
Tosjön är en sjö i Nordmalings kommun i Ångermanland och ingår i Öreälven-Leduåns kustområde. Sjön har en area på 0,414 kvadratkilometer och ligger 83 meter över havet. Sjön avvattnas av vattendraget Torsbäcken. Vid provfiske har abborre och gädda fångats i sjön.

## Delavrinningsområde
Tosjön ingår i det delavrinningsområde (706378-168199) som SMHI kallar för Utloppet av Tosjön. Medelhöjden är 102 meter över havet och ytan är 2,53 kvadratkilometer. Det finns inga avrinningsområden uppströms utan avrinningsområdet är högsta punkten. Avrinningsområdets utflöde Torsbäcken mynnar i havet. Avrinningsområdet består mestadels av skog (70 procent). Avrinningsområdet har 0,41 kvadratkilometer vattenytor vilket ger det en sjöprocent på 16,4 procent.